# Martín Vizcarra
Martín Alberto Vizcarra Cornejo, né le 22 mars 1963 à Lima, est un homme d'État péruvien, président de la République du 23 mars 2018 au 9 novembre 2020.
Il est élu vice-président de la République  lors de l'élection présidentielle de 2016, étant l'un des deux colistiers de Pedro Pablo Kuczynski. Un an et demi plus tard, après la démission de celui-ci en raison d'accusations de corruption, il accède à la présidence de la République. Il est destitué par un vote controversé du parlement en novembre 2020, entraînant les plus grandes manifestations dans le pays depuis deux décennies. Il est placé en détention à partir d'août 2025 dans le cadre d'une enquête pour corruption.

## Situation personnelle
Issu d'une famille d'origine mestizo de la classe moyenne, Martín Vizcarra est le fils de César Vizcarra Vargas, membre de l'APRA, et de Doris Cornejo, institutrice. Son père devient maire de Moquegua et membre de l'assemblée constituante de 1978. Installée au début à Moquegua, sa famille déménage à Lima pour soigner leur fils d'une complication pulmonaire qui lui fait frôler la mort. Martín Vizcarra déclare que l'influence de son père a toujours été prépondérante dans sa vie.
Vizcarra étudie à l'IEP Juan XXIII et au GUE Simón Bolívar de Moquegua. En 1984, il est diplômé de l'université nationale d'ingénierie de Lima. Il obtient également un diplôme de management de l'ESAN, université privée de type Business School.

## Parcours politique

### Débuts
Il commence sa carrière politique dans sa région natale de Moquegua, où il est candidat de l'APRA pour devenir gouverneur en 2006, mais il échoue de peu. En 2008, Vizcarra fait partie des meneurs du « moqueguazo », actions de protestation contre le traitement infligé aux mineurs. Il se rend à Lima pour se poser en médiateur, auprès du conseil des ministres péruvien. Celui-ci accepte de changer la loi dans ce domaine. Cet épisode stimule Vizcarra dans ses ambitions politiques.
En 2011, Vizcarra est élu gouverneur de Moquegua. Pendant son mandat, la situation sociale s'améliore et il évite la corruption ce qui est salué par le Washington Post comme un « exemple rare au Pérou ». Il se pose aussi en médiateur entre la compagnie minière Anglo American et les habitants, inquiets que l'eau potable ne soit contaminée par une mine de cuivre. Vizcarra demeure gouverneur jusqu'à la fin de 2014.

### Premier vice-président de la République
Élu sur le ticket de Pedro Pablo Kuczynski, il devient premier vice-président de la République.
Il est ministre des Transports de juillet 2016 à mai 2017.
Il est ambassadeur du Pérou au Canada du 23 octobre 2017 au 23 mars 2018.

### Président de la République

#### Désignation
Le 21 mars 2018, alors que Martín Vizcarra est au Canada en tant qu'ambassadeur, le président Pedro Pablo Kuczynski, accusé de corruption, annonce sa démission, la veille du vote d'une procédure de destitution à son encontre. Le 23 mars, en sa qualité de premier vice-président de la République, il succède à ce dernier.

#### Exercice du pouvoir
Il convoque pour décembre 2018 un référendum portant sur le retour au bicaméralisme, la limitation du nombre de mandats des élus ainsi que du financement des campagnes électorales, et une réforme du conseil judiciaire national, dans un contexte de lutte contre la corruption,,,,,. Le projet est adopté à une forte majorité.
L'idée d'un aéroport international au pied du Machu Picchu, afin d'y développer l'activité touristique, suscite de vives protestations d'archéologues, d'historiens et d'habitants, qui dénoncent une grave menace pour le site et l'écologie locale.
Il propose, le 28 juillet 2019, d'avancer les élections générales à mars 2020 en échange d'une réforme constitutionnelle.

#### Tensions avec le Congrès
Le 30 septembre 2019, il annonce la dissolution du Congrès et la tenue d'élections législatives anticipées pour le 26 janvier 2020, faute d'être parvenu à un accord avec l'opposition sur le mode de désignation des juges au Tribunal constitutionnel ; en réaction, le Congrès vote sa suspension pour un an et désigne la vice-présidente Mercedes Aráoz pour assurer l'intérim. Cependant, les chefs de la police et de l'armée, de même que les gouverneurs et l'association des maires, maintiennent leur allégeance à Vizcarra, qui a aussi limogé le président du Conseil des ministres et est soutenu par des milliers de manifestants. Le syndicat des entrepreneurs accuse quant à lui le président de « violation de la Constitution ». Le lendemain, Mercedes Aráoz renonce à la présidence et démissionne de ses fonctions de vice-présidente. Le 5 octobre, il annonce que la crise politique a été « surmontée ». Cependant, le 11 octobre, le président de la députation permanente, Pedro Olaechea, dépose un recours devant le Tribunal constitutionnel pour contester la dissolution du Congrès. Le recours est rejeté le 15 janvier 2020.
Le scrutin donne lieu à un fort recul des fujimoristes, avec le parti Force populaire perd la majorité absolue, en faveur de plusieurs partis principalement centristes, qui composent un parlement sans majorité mais avec lesquels Martín Vizcarra est jugé plus à même de composer pour poursuivre ses réformes.
Dans le cadre de la pandémie mondiale de Covid-19, il ordonne, à partir du 16 mars 2020, le confinement de la population et un couvre-feu nocturne. Dans le même temps, une loi exempte policiers et militaires de poursuites judiciaires s’ils blessent ou tuent dans ce cadre ; les organisations de défense des droits de l’homme demandent l’abrogation du texte, estimant qu’il ouvre la voix à l’impunité.
Le 15 juillet 2020, Pedro Cateriano est nommé président du Conseil des ministres. Le 4 août, son gouvernement n'obtient pas la confiance du Congrès, ce dernier lui reprochant sa mauvaise gestion de la crise sanitaire provoquée par la pandémie de Covid-19, le Pérou étant le deuxième pays au monde à déplorer le plus grand nombre de morts proportionnellement au nombre d'habitants. Pedro Cateriano est remplacé le 6 août suivant par le général Walter Martos.

#### Destitution
Accusé de corruption à la suite de la diffusion d'un enregistrement le mettant en cause dans un contrat de complaisance supposé d’un chanteur, le Congrès — où il n’a pas la majorité — ouvre une procédure de destitution à l’encontre de Martín Vizcarra le 11 septembre 2020. Il échappe à la destitution le 18 septembre, la motion recueillant seulement 32 votes favorables sur les 87 nécessaires. La justice annonce le 10 octobre l’ouverture d'une enquête pour corruption. Celle-ci ne commencera ses travaux qu'après le départ du pouvoir de Martin Vizcarra, celui-ci étant couvert par l'immunité présidentielle. Une nouvelle procédure est enclenchée en novembre à la suite des témoignages de plusieurs hommes d’affaires, qui ont affirmé devant la justice avoir versé en 2014 des pots-de-vin à Martín Vizcarra, alors gouverneur de la région de Moquegua, en échange de contrats pour des travaux publics, ce qu'il dément. Le président du Congrès de la République, Manuel Merino, prend la tête du mouvement en faveur de l'inculpation de Vizcarra. Il est finalement destitué par le Congrès le 9 novembre 2020 avec 105 voix pour, 19 contre et 4 abstentions. Néanmoins, cette décision est dénoncée par des manifestants hostiles au Congrès qu'ils accusent de « coup d'État ». Vizcarra était devenu très populaire auprès de la population en tant que héraut de la lutte contre la corruption. La destitution est également mal accueillie par les organisations patronales, qui attendaient du gouvernement qu'il se concentre sur le redémarrage de l'économie dans le contexte de la crise provoquée par la pandémie de Covid-19. Le président du Congrès, Manuel Merino, lui succède le lendemain.
L'annonce de sa destitution mène dans les jours qui suivent à des manifestations de grande ampleur — les plus grandes au Pérou depuis deux décennies — dans la capitale et les principales villes du pays,,. Merino n'est par ailleurs pas reconnu par la majorité des gouvernements voisins, la décision du parlement de destituer Vizcarra sur la base d'accusations couvertes par l’immunité présidentielle étant jugée inconstitutionnelle
Trois personnes sont tuées lors d'une manifestation brutalement réprimée par la police le 14 novembre. Le Congrès appelle Merino à démissionner immédiatement le 15 novembre, ce qu'il fait le jour même,.

### Après la présidence
Le 27 novembre 2020, il annonce sa candidature aux élections générales péruviennes de 2021 en étant tête de liste du parti Nous sommes le Pérou pour les législatives.
En février 2021, la presse péruvienne révèle que l'ancien président Vizcarra a été vacciné en secret en octobre 2020.
Le 19 mars 2021, la justice refuse une demande du procureur général de placer Vizcarra en détention provisoire pour l'affaire ayant conduit à sa destitution, estimant que le paiement d'une caution et l'interdiction de quitter Lima sans autorisation de la justice sont suffisants pour empêcher tout risque de fuite. Vizcarra a également interdiction de s'adresser à la presse au sujet de l'affaire.
Le 17 avril, quelques semaines après son élection comme député, le Congrès sortant l'interdit d'exercer toute fonction publique pendant dix ans.

### Incarcération
Il est placé en détention préventive à partir du 13 août 2025 pour une durée d'au moins cinq mois. Le magistrat Jorge Chavez a invoqué un « risque de fuite et de non-respect de la procédure ». Le parquet accuse l'ancien président d’avoir reçu des pots-de-vin d’un montant de 2,3 millions de soles (environ 557 000 euros) de la part d’entreprises de construction, en échange de l’attribution de marchés publics lorsqu’il était gouverneur du département de Moquegua dans les années 2010. 
Il est par ailleurs soupçonné d’avoir été à la tête d’un réseau de corruption offrant des postes et des contrats contre des pots-de-vin de 2018 à 2020, lorsqu'il était chef de l’État par intérim. Cette enquête fait suite à l’arrestation de trois anciens fonctionnaires et d’un homme d’affaires qui appartiendraient une organisation criminelle. Martín Vizcarra a pour sa part catégoriquement réfuté ces accusations, qu’il a attribuées à une vengeance personnelle.